# Округ Лодердејл (Тенеси)
Округ Лодердејл (енгл. Lauderdale County) је округ у америчкој савезној држави Тенеси.

## Демографија
По попису из 2010. године број становника је 27.815, што је 714 (2,6%) становника више него 2000. године.
| Група             | 2000.          | 2010.          |
| Белци             | 17.187 (63,4%) | 17.035 (61,2%) |
| Афроамериканци    | 9.236 (34,1%)  | 9.720 (34,9%)  |
| Азијати           | 43 (0,2%)      | 59 (0,2%)      |
| Хиспаноамериканци | 314 (1,2%)     | 564 (2,0%)     |
| Укупно            | 27.101         | 27.815         |